# 冷却剂
冷却剂是一种流过或环绕某个系统来防止该系统过热的流体。它通过将该系统产生的热量传导到其他的系统来使用或消耗热量。理想的冷却剂具有高热容量、低黏度、廉价、无毒、化学惰性、既无腐蚀性又不促进腐蚀。某些冷却剂的应用还要求其绝缘。
在高温或低温环境的工业应用过程中，热传导液（Heat Transfer Fluid）是更为常用的术语，而冷却剂则是在汽车行业以及暖通空调系统（HVAC）更为常见的叫法。同时因为在汽车以及暖通空调领域使用的冷却剂主要是液体，因此更经常被称为冷却液。工业应用中，热传导液同时包含了切削液。
冷却剂在循环过程中既可以维持其原本的物质状态（比如，气体或液体），也可以经历相变（改变原本的物质状态）。相变过程中潜热的存在使得冷却剂的效率更高。当使用冷却剂来降低环境温度时（例如空调，冰箱），它常被称作制冷剂。

## 气体冷却剂
空气是最常见的一种冷却剂形式。风冷可以利用空气的自然流动被动冷却，或者利用比如风扇的机构主动冷却。这两种形式都是利用了对流传热。
氢气则可以作为一种高性能的气体冷却剂。它的热导率是所有气体中最高的，并且具备高热容，低密度以及低黏度。这些性质对于受风力影响较大的轮转机尤为有利。在大型发电站中，用氢气冷却的涡轮发电机是最为常见的发电机。
惰性气体在气冷反应堆中被用作冷却剂。氦气较不易吸收中子而变得具有放射性。二氧化碳则在马格诺克斯反应堆与改进型气冷反应堆中作为冷却剂使用.
在一些高电压系统中（如开关，变压器，断路器），六氟化硫常被用来冷却以及绝缘。
在需要高热容气体的情况下，水蒸气可以作为冷却剂使用。需要注意的是，热水会使得腐蚀效果更为明显。

## 液体冷却剂
最常见的冷却液是水。水具有高热容和低价的特点，使得它成为合适的导热介质。通常，水在作为冷却剂时会加入缓蚀剂与防冻剂等添加剂。防冻剂是一种有机化合物（常为乙二醇，二甘醇，或丙二醇）的溶剂，常在水的使用环境低于零度或需要提高沸点的情况中使用。三甲胺乙内酯（又名甜菜碱）是一种类似的冷却剂，不过这种冷却剂是由植物制成，因此从生态保护角度无毒易处理。
去离子水因其低导电性常被用作电子电气设备尤其是高功率发射器和高功率真空管的冷却液。
重水是一种被用在核反应堆中的中子减速剂。它的次要功能便是作为冷却液使用。而轻水反应堆，包括最常见的沸水反应堆以及压水反应堆，则是使用普通的水（即轻水）。
丙二醇（PAG）则被用作高温，热稳定，抗氧化的热传导液。
切削液则在机床的切削和成型方面作为冷却液和润滑剂使用。
油在无法使用水的情况下较为常用。因具有高于水的沸点，油的自身温度可以在无需对容器或循环系统加压的情况下维持高温。（高于一百摄氏度）
- 矿物油在许多机械齿轮的应用中用作冷却液和润滑剂。蓖麻油也时有使用。因为具有高沸点的特点，矿物油常在家用便携式电暖器，以及工业用闭环系统加热和冷却中使用。矿物油还因其绝缘性常在浸没式液体冷却电脑系统中使用。
- 硅油与氟油（英语：Fluorocarbon）（如fluorinert（英语：Fluorinert）)的优点在于他们的广谱使用温度，缺点则在于高价。
- 变压器油作为冷却液以及绝缘体在高功率变压器中使用。

燃油在引擎中常被用作冷却液。低温状态的燃料流经引擎的某些部分以吸收废热来预热。煤油以及航空燃油常在航空引擎中作此用途。
氟利昂常在浸没式液冷的电器件中使用。
制冷剂是一种通过在液体与气体间相变来降低温度的冷却液。卤代甲烷如二氟二氯甲烷（R-12）和二氟一氯甲烷（R-22）常作为制冷剂使用，但是由于其对环境产生的影响，正在被液化石油气或其他种类的卤代甲烷所取代。（比如1,1,1,2-四氟乙烷（R-134））
液氨常在大型商用系统中使用，二氧化硫则在早期的冰箱中使用。
二氧化碳（R-744）在汽车内部温度控制，家用空调，商用制冷，以及自动贩卖机中作为工作流体使用。

### 液态金属与盐
正确的说法是只有水银才是液态金属，常说的液态金属其实是非晶合金，原子排布呈无序状态。